# جرج‌تاون، باهاما
اگزوما (به انگلیسی: Exuma) سابقاً جرج‌تاون (به انگلیسی: George Town, Bahamas)  یک شهرستان در باهاما است که جمعیت آن در سرشماری سال ۲۰۰۹ میلادی، بالغ بر ۱٬۰۳۸ نفر بوده‌است.